# MaL
MaL（マル　本名：丸山大介（まるやまだいすけ）1977年11月20日 - ）は、日本のパーカッショニスト、ヒューマンビートボックス演奏者（Human BeatBoxer）。千葉県出身。

## 経歴
1999年より、アカペラグループ「ChuChuChuFamily」に参加し活動を開始。テレビやライブなどに出演するも、ヒューマンビートボックスの性質上、当時はコメディアンとして扱われ、事実、吉本興業の劇場NGKへの出演もしている。その後、音声模写ではなくパーカッショニストとしてのヒューマンビートボックスへ転身をはかり2003年に独立。タップダンス、歌手、DJ、MC、ダンサー、民族楽器等のアーティストと共演し活動の幅を広げてゆく。この頃より、サーカスや弘田三枝子らのアルバムレコーディングや、CM、映画音楽のレコーディングにも参加。
アメリカにてRockapellaのメンバーと新ユニットSWANK、自身のグループTribe of Grooversを立ち上げライブを行うなど、自身のスタイルを追求する活動を行う一方で、古澤巌・稲本響のツアーメンバーを務めるなどクラシックアーティストとのコラボレーションも精力的に行う。結果的に、近年ではサントリーホールや増上寺といったヒューマンビートボックスとしては異例な舞台での演奏を果たしている。
楽器を模写するのではなく、あくまでも自身を「音楽の一つのツール」として表現することにこだわり、2010年にはそれまでのヒューマンビートボックスというパート名を改め「Breath」としている。2012年にジャズ・ボーカリスト伊藤大輔と共にマイク2本だけを使ったライブを行うユニットPiece of Cakeを立ち上げた。「世界最小のアカペラユニット」と銘打ち、2103年4月には約80日間に及ぶ全国47都道府県完全制覇ツアー・海外公演も行った。このユニットではMaLは息担当と名乗ってはいるが、ボイスパーカッションと同時にベースラインやコーラスを歌うなど、このユニットでの演奏は独特であった。

### 出演作品
- 2005年
熊谷和徳TAP LIVEツアー 『Hoofin’ is my music』@全国クラブクアトロ（東京、名古屋、大阪、広島）
シアタードラマシティプロデュース公演ミュージカル 『猫掘骨董店』 （脚本・演出/中井由利子）@シアタードラマシティ（大阪）、銀座博品館劇場（東京）、他
- 2006年
シアタードラマシティプロデュース公演アカペラミュージカル 『Zi-pang!!』 （脚本・演出/伊藤えん魔）@シアタードラマシティ（大阪）、銀座博品館劇場（東京）
稲本響コンサート 『Piano Beat』@STB139（東京）
- 2007年
古澤巌コンサートツアー 『Dandyism』@東京国際フォーラムCホール（東京）、IMPホール（大阪）
稲本響コンサート 『Piano Beat 2nd』@STB139（東京）、フラミンゴ・ジ・アルージャ（大阪）
HIV検査啓蒙イベント 『Redribbon Live 2007』@SHIBUYA-AX（東京）
- 2008年
熊本城築城400周年ニューイヤーコンサート @熊本城前広場
音楽劇『夜と星と風の物語｣〜星の王子さまより〜』 （脚本/別役実 演出/藤原新平 音楽/稲本響）@THEATRE1010（東京）
三響會プレゼンツ『〜珠響〜たまゆら』 （出演/稲本響、三響會、風雲の会、藤原道山、村冶佳織）@芝増上寺 本堂（東京）
- 2009年
舞台『グリーンフィンガーズ』 （演出/宮田慶子 出演/相葉雅紀 平幹二朗 他）@青山劇場（東京）・梅田芸術劇場大ホール（大阪）
ミュージカル『作者をせかす六人の主人公たち』 （演出/舘川範雄 出演/山寺宏一 竹下宏太郎 蘭華レア 他）@東京芸術劇場（中ホール）
三響會プレゼンツ『〜珠響〜たまゆら』 （出演/稲本響、三響會、風雲の会、藤原道山、村冶佳織 他）@サントリーホール（東京）
朗読音楽劇『HYPNAGOGIA』 （演出/藤沢文翁 出演/山寺宏一 柳家花緑 稲本響 MaL）@アサヒアートスクウェア(東京）[1]
hoyu Dance Dynamite World Grand Prix 2009 （ゲストパフォーマンス）@オアシス21(名古屋）
- 2010年
舞台『HarajukuBeatStreet』 （出演/Traveling Souls、田中光太郎[BMX]、JJ[フリースタイル]、DJ YASA、Marcellusu[ポエトリーリーディング]）
上海万博名古屋ウィーク開幕イベント『英雄が愛した姫』（出演 N.E.C. MaL）@上海万博 日本館特設ステージ（上海）
三響會プレゼンツ『〜珠響〜たまゆら』（出演/稲本響、三響會、風雲の会、藤原道山、村冶佳織、市川亀治郎、他…）@サントリーホール（東京）
- 2011年
朗読音楽劇『HYPNAGOGIA』 （演出/藤沢文翁 出演/山寺宏一 林原めぐみ 柳家花緑 稲本響 MaL）@日本橋三井ホール（東京）[1]
東日本大震災支援チャリティー公演『That’ｓ Super Collaboration』（出演 西島千博 穴井豪 稲本渡 MaL 他）@リーガロイヤルホテル（大阪）
- 2012年
パサージュサマーフェスタ2012（出演/三浦大知 BENI ソナーポケット DEEP 他）
50大学合同アカペライベント『50fes』
- 2013年
ツアー『47都道府県完全制覇ツアー』 （出演/Piece of Cake(伊藤大輔・MaL)）

### 関係作品
- 2012年
宝塚歌劇団星組特別公演『REON!!』（ボイスパーカッション指導）
- 2013年
M&Oplaysプロデュース『八犬伝』（出演/阿部サダヲ 瀬戸康史 津田寛治 中村倫也 近藤公園 尾上寛之 太賀 辰巳智秋 二階堂ふみ 田辺誠一 他）（演奏音源提供）